# Synagoga w Szczecinku
Synagoga w Szczecinku – nieistniejąca obecnie główna synagoga gminy żydowskiej w Szczecinku, znajdująca się na rogu dzisiejszych ulic 1 Maja i Jana Pawła II.
Synagoga została zbudowana po 1881 roku na miejscu starej synagogi. Podczas nocy kryształowej z 9 na 10 listopada 1938 roku bojówki hitlerowskie spaliły synagogę. Po II wojnie światowej na miejscu synagogi wzniesiono internat.